# Leopold von Wolkenstein-Trostburg (český politik)
Hrabě Leopold Karl Anton von Wolkenstein-Trostburg (8. nebo 9. dubna 1831 – 14. června 1893) byl rakouský šlechtic z rodu Wolkenstein-Trostburgů a politik německé národnosti z Čech, v 2. polovině 19. století poslanec Říšské rady a Českého zemského sněmu.

## Biografie
Pocházel ze starého šlechtického rodu Wolkenstein-Trostburgů. Byl nejstarším synem Karla Friedricha Otty von Wolkenstein-Trostburg (1802–1875), prezidenta zemského soudu v Brně a majitele velkostatků Ahníkov a Prunéřov v severních Čechách.
Zapojil se do politického života. V zemských volbách v lednu 1867 byl zvolen na Český zemský sněm za velkostatkářskou kurii, nesvěřenecké velkostatky. Byl i poslancem Říšské rady (celostátního parlamentu), kam usedl v doplňovacích volbách v roce 1878 za velkostatkářskou kurii v Čechách. Slib složil 22. října 1878. Ve volbách roku 1879 mandát obhájil. V roce 1878 se uvádí jako statkář, bytem Prunéřov. V následujícím funkčním období je uváděn jako statkář, bytem na zámku Ivano tyrolském Trentu.
Zastupoval Stranu ústavověrného velkostatku, která byla provídeňsky a centralisticky orientována. V říjnu 1879 je zmiňován na Říšské radě coby člen mladoněmeckého Klubu sjednocené Pokrokové strany (Club der vereinigten Fortschrittspartei). Ve volbách roku 1885 neuspěl.
Jeho mladší bratr Vilém (1836–1915) byl také poslancem českého zemského sněmu. Další bratr Antonín (1832–1913) byl diplomatem, nakonec dlouholetým rakousko-uherským velvyslancem v Rusku (1882–1894) a Francii (1894–1903). U císařského dvora se uplatnil další mladší bratr Jindřich (1841–1897), který původně sloužil v armádě a nakonec ve Vídni zastával post nejvyššího kuchmistra.